# Keiko Fujimori
Keiko Sofía Fujimori Higuchi (tiếng Tây Ban Nha: [ˈkeiko soˈfi.a fuxiˈmoɾi iˈɣutʃi]; tiếng Nhật: [keːko ɸɯʑimoɾi]; sinh 25 tháng 5 năm 1975) là một chính khách người Peru. Bà là con gái của cựu Tổng thống Peru Alberto Fujimori và Susana Higuchi, và là Phu nhân của Tổng thống từ năm 1994 đến 2000, trở thành Phu nhân của Tổng thống trẻ nhất trong lịch sử Châu Mỹ. Sau đó bà trở thành một thành viên của cơ quan lập pháp Peru. Fujimori dẫn dắt đảng cánh hữu Fuerza Popular, và là ứng cử viên cho chức Tổng thống của đảng này trong Cuộc bầu cử thay thế vào năm 2011 và 2016, thua cả hai lần, với cuộc bầu cử năm 2016 thua rất sát núi, với số phiếu đếm cuối cùng chỉ thua ít hơn 0,25%.
Fujimori bị dính líu đến vụ scandal Odebrecht.

## Những ngày đầu
Keiko Fujimori tốt nghiệp Trường Công giáo Peru Colegio Sagrados Corazones Recoleta (Recoleta Academy of the Sacred Hearts) vào năm 1992; các anh chị em của cô Kenji, Hiro và Sachi đều theo học tại Recoleta. Năm tiếp theo, cô tới Hoa Kỳ để theo đuổi tấm bằng Cử nhân chuyên ngành Quản trị Kinh doanh. Cô bắt đầu học tại Đại học Stony Brook, và tốt nghiệp năm 1997 từ Đại học Boston. Cô nhận được tấm bằng M.B.A. từ Columbia Business School vào năm 2006.

## Sự nghiệp chính trị
Keiko Fujimori tham dự vào nhiều cuộc họp quốc tế khác nhau, ví dụ như Summit of Spouses of Heads of States and Government of the Americas tại Canada và Chile, và Cumbre Regional para la Infancia (Regional Summit for Infancy) tại Colombia.